# Shadow Zone (album Static-X)
Shadow Zone – trzeci album grupy Static-X, wydany 7 października 2003. Jest to jedyny album Static-X przy którym pracował były gitarzysta grupy, Tripp Rex Eisen. Album ten odniósł najmniejszy sukces wśród krytyków. Podczas jego nagrywana do zespołu dołączył Nick Oshiro.

## Lista utworów
1. "Destroy All" – 2:18
2. "Control It" – 3:05
3. "New Pain" – 2:57
4. "Shadow Zone" – 3:05
5. "Dead World" – 2:47
6. "Monster" – 2:14
7. "The Only" – 2:51
8. "Kill Your Idols" – 4:00
9. "All In Wait" – 4:01
10. "Otsegolectric" – 2:39
11. "So" – 3:40
12. "Transmission" – 1:38
13. "Invincible" – 4:05
14. "Gimme Gimme Shock Treatment" (utwór dodatkowy – Japonia) – 2:03 (Cover piosenki zespołu Ramones)

## Rankingi

### Album
| Rok  | Ranking           | Pozycja |
| ---- | ----------------- | ------- |
| 2003 | The Billboard 200 | #20     |

### Single
| Rok  | Singel     | Ranking                | Pozycja |
| ---- | ---------- | ---------------------- | ------- |
| 2003 | "The Only" | Mainstream Rock Tracks | #22     |
| 2003 | "So"       | Mainstream Rock Tracks | #37     |

## Twórcy
- Wayne Static – śpiew, gitara, klawisze, programming
- Tripp Rex Eisen – gitara
- Tony Campos – bas, śpiew towarzyszący
- Josh Freese – Muzyk sesyjny; perkusja
- Nick Oshiro – perkusja podczas koncertów
- Tom Whalley – Producent
- Josh Abraham – Produkcja
- Steven Gilmore – Artworki
- Ulrich Wild – Miksowanie
- Ryan Williams – Montaż